# Đa Minh Đinh Huy Quảng
Đa Minh Đinh Huy Quảng (1921 – 1992) là một Giám mục của Giáo hội Công giáo tại Việt Nam. Ông từng đảm nhận vai trò Giám mục phó Giáo phận Bắc Ninh, từ năm 1975 đến năm 1992. Khẩu hiệu Giám mục của ông là: Đức mến tha thứ tất cả, tin tưởng tất cả, hy vọng tất cả, chịu đựng tất cả.

## Thời niên thiếu và tu trì
Giám mục Đinh Huy Quảng sinh ngày 15 tháng 3 năm 1921 tại giáo xứ Tử Nê, Giáo phận Bắc Ninh (thuộc địa phận xã Tân Lãng, huyện Lương Tài, tỉnh Bắc Ninh). Gia đình ông là một gia đình đạo đức. Từ thuở nhỏ, cậu bé Quảng đã có ý hướng tu trì. Cậu siêng năng thực hiện các hoạt động tôn giáo như tham dự các buổi lễ, buổi nguyện ngắm, cầu nguyện trước khi ngủ và dâng mình sau khi thức dậy. Nhận thấy chí hướng của con mình, gia đình ông quan tâm động viên và cầu nguyện cho cậu bé Quảng đi theo con đường tu trì. Cậu bé Quảng có trí nhớ tốt, dễ thuộc các kinh sách và có thể tóm nội dung trang sách khi chỉ đọc lướt qua. Trong văn bằng Tiểu học, tên cậu được ghi nhận là Đinh Văn Quảng.
Quyết định đi theo con đường tu trì, cậu bé Đinh Huy Quảng rời khỏi gia đình và giáo xứ để nhập học tại tiểu chủng viện Antôn Ninh Đạo Ngạn tu học. Sau đó, chủng sinh Quảng tiếp tục con đường tu học bằng cách đến học tại chủng viện Anbertô ở Nam Định. Ở chủng viện, các linh mục giảng dạy và các chủng sinh quý mến cậu vì sự thông minh, hóm hỉnh, tính tình  hiền hòa, thật thà.

## Thời kỳ linh mục
Từ trẻ, ông đã theo con đường tu tập và được xem là một chủng sinh xuất sắc, được truyền chức linh mục vào ngày 21 hoặc 24 tháng 12 năm 1945 tại Bắc Ninh, khi mới 24 tuổi. Chủ sự nghi thức truyền chức là Đại diện Tông Tòa Hạt Đại diện Tông Tòa Bắc Ninh Eugenio Artaraz Emaldi. Việc truyền chức cho chủng sinh Quảng, vốn là chủng sinh năm cuối của chủng viện Albertô là do sự đặc cách của Giám mục Eugenio Artaraz Chỉnh, với lý do chiến sự buộc các chủng viện phải đóng cửa.
Sau khi được truyền chức linh mục, Tân linh mục Đinh Huy Quảng được bổ nhiệm làm linh mục phó xứ Thái Nguyên giúp trợ giúp linh mục Trọng – người Tây Ban Nha. Đến mục vụ tại đây, ông đưa theo người em linh tông là chủng sinh Đa Minh Đinh Huy Sức. Linh mục Quảng nhiệt tình củng cố các hội đoàn Công giáo tại giáo xứ. Chính quyền Việt Minh bắt giữ cả hai giáo sĩ này, và cá nhân linh mục Quảng ngồi tù trong khoảng thời gian 7 năm tại Việt Bắc. Sau khi được trả tự do một thời gian, linh mục Quảng được bổ nhiệm làm linh mục chính xứ Thiết Nham và kiêm nhiệm giáo xứ Bắc Giang.
Sau Hiệp định Genève 1954, nhiều giáo sĩ và giáo dân di cư vào Nam, trong đó có nhiều linh mục trẻ thuộc Hạt Đại diện Tông Tòa Bắc Ninh. Tuy nhiên, ông vẫn ở lại cùng với Giám mục Đa Minh Hoàng Văn Đoàn coi sóc giáo phận. Ông cũng nhiều lần kêu gọi giáo dân bình tĩnh. Giám mục Hạt Đại diện Tông Tòa Hoàng Văn Đoàn quyết định bổ nhiệm ông làm linh mục chính xứ chính tòa Bắc Ninh, kiêm nhiệm thêm nhiều giáo họ xung quanh và hỗ trợ các công việc quan trọng của giáo phận. Giám mục Đoàn sau đó bị gãy chân và đi Hồng Kông chữa bệnh, không thể trở về Việt Nam sau đó. Chính vì vậy, linh mục Quảng đã hỗ trợ giám mục Giám quản Tông Tòa Phêrô Maria Khuất Văn Tạo coi sóc Hạt đại diện Tông Tòa. Ông thay mặt Giám mục Tạo gửi các linh mục trẻ đi du học. Tháng 9 năm 1955, Linh mục Quảng cùng linh mục Tổng Đại diện đưa các ứng sinh nhập học tại Tiểu chủng viện Thánh Gioan tại Hà Nội, vốn do Giám mục Giuse Maria Trịnh Như Khuê cho mở cấp tốc để đào tạo nhân sự. Tháp tùng Giám mục Giám quản Khuất Văn Tạo, ông được bổ nhiệm làm Giám đốc Tiên khởi của Tiểu chủng viện Bắc Ninh, khi niên khóa 1957-1958 được khai giảng. Chủng viện Bắc Ninh mở cửa đến năm 1962, nhờ sự điều hành của Linh mục Quảng và linh mục Giám đốc Tiểu chủng viện Thánh Gioan Hà Nội (Phaolô Giuse Phạm Đình Tụng), vốn đã đóng cửa từ năm 1960.
Năm 1963, Tòa Thánh bổ nhiệm linh mục Phaolô Giuse Phạm Đình Tụng làm Giám mục chính tòa Bắc Ninh, linh mục Đinh Huy Quảng được chọn làm Tổng đại diện.
Linh mục Đinh Huy Quảng đặc biệt quan tâm đến việc đào tạo nhân sự cho ban hành giáo và chủng sinh linh mục giáo phận trong những giai đoạn khó khăn. Chính nhờ có ông, mà một lớp 7 linh mục được truyền chức thầm lặng vào đêm 16 tháng 9 năm 1974, trong đó có linh mục trẻ Giuse Nguyễn Quang Tuyến, sau này trở thành vị Giám mục thứ 9 của Giáo phận Bắc Ninh. Ông cũng quan tâm đến các hội đoàn Công giáo, thăm viếng các giáo xứ xung quanh Tòa Giám mục và theo dõi tin tức thế giới qua radio để đưa đức tin Công giáo hòa nhập vào xã hội.

## Giám mục

### Mật phong
Ngày 4 hoặc 7 tháng 5 năm 1975, Giám mục Phaolô Giuse Phạm Đình Tụng đang đảm nhiệm vai trò Giám mục chính tòa Bắc Ninh sức khỏe kém dần, lo sợ có thể qua đời bất kỳ lúc nào. Vì thế, Giám mục Tụng quyết định phong chức Giám mục cho Linh mục Tổng đại diện Đa Minh. Ông lấy khẩu hiệu Giám mục trích từ thư của Thánh Phaolô: "Đức mến tha thứ tất cả, tin tưởng tất cả, hy vọng tất cả, chịu đựng tất cả" (1Cr 13,7). Tham dự buổi lễ ngoài giám mục Tụng, giám mục Quảng còn có linh mục Giuse Trần Đăng Can. Buổi lễ diễn ra trong căn phòng nguyện có diện tích chưa đến 8 m².
Ngày 20 tháng 7 năm 1975, chỉ sau hơn 2 tháng được tấn phong chức Giám mục, ông bị trục xuất khỏi tòa Giám mục Bắc Ninh và bị quản chế tại giáo xứ Đại Lãm, Lục Nam, Bắc Giang. Theo thông tin từ Giáo phận Bắc Ninh, trên thực tế, Giám mục Quảng đã bị trục xuất từ sớm, trước cả khi thị trấn Bắc Ninh ăn mừng chiến thắng vào ngày 15 tháng 5 năm 1975. Lý do, theo các linh mục lớn tuổi của Giáo phận Bắc Ninh là "mơ hồ", và họ suy đoán chính quyền muốn cô lập Giám mục Tụng bằng cách đưa đi các cộng sự viên của ông. Trong 17 năm cư trú bắt buộc, Giám mục Quảng đã vận động giáo dân giáo xứ tích cực lao động và tiết kiệm, nhằm giúp con cái họ được học hành.
Ngày 28 tháng 1 năm 1992, sau gần 3 năm bị tai biến não, Giám mục Đa Minh Đinh Huy Quảng qua đời tại Giáo xứ Đại Lãm. Phần mộ của ông hiện đang tọa lạc tại nghĩa trang giáo xứ Đại Lãm.

### Công bố
Giám mục Đinh Huy Quảng được tấn phong Giám mục thầm lặng nên ít người biết đến. Mọi người chỉ được biết rõ khi năm 2007, Tổng Giám mục Giuse Ngô Quang Kiệt làm Giám quản Tông Tòa giáo phận Bắc Ninh công bố công khai tại Nhà thờ chính tòa.
Hiện ông đã chính thức có tên trong Danh sách Giám mục Việt Nam trong cuốn sách Dấu ấn 350 năm Giáo hội Công giáo Việt Nam do Ủy ban Văn hóa thuộc Hội đồng Giám mục Việt Nam xuất bản nhân dịp 350 năm thành lập hai giáo phận tông tòa đầu tiên tại Việt Nam (9/9/1659 – 9/9/2009).

## Nhận định
| “                     | Suốt một đời dâng hiến, Giám mục Đa Minh Đinh Huy Quảng đã sống một cuộc đời đạm bạc khó nghèo với bản thân, nhưng lại quảng đại rộng rãi với người khác. Ngài đã coi sóc nhiều giáo xứ khác nhau. Trong sứ mạng cộng tác với các Giám mục coi sóc giáo phận, người ta thấy nơi Giám mục Đa Minh một tầm nhìn xa trông rộng, một sự hiểu biết uyên thâm, một trái tim nhân hậu yêu thương. Ngài đặc biệt chú trọng đào tạo nhân sự và gắng sức hội nhập đức tin vào văn hóa dân gian bằng việc sáng tác nhiều kinh nguyện, ca vãn, dâng hoa… theo nhịp điệu văn vần, thơ vè dân gian, đi sâu vào lòng mọi tín hữu. | ” |
| — Cosma Hoàng Văn Đạt | |   |

## Tông truyền
Giám mục Đa Minh Đinh Huy Quảng được tấn phong giám mục năm 1975, thời Giáo hoàng Phaolô VI, bởi:

- Giám mục Chủ phong: Phaolô Giuse Phạm Đình Tụng, giám mục chính tòa Giáo phận Bắc Ninh.